# ماری بوکچین
مارِی بوکچین یا مورای بوکچین (به انگلیسی: Murray Bookchin) (۱۴ ژانویه ۱۹۲۱ – ۳۰ ژوئیه ۲۰۰۶) نظریه‌پرداز، نویسنده، سخنران، مورخ و فیلسوف سیاسی سوسیالیست بود. او از پیشگامان جنبش اکولوژی بوده است و نظریه اکولوژی اجتماعی را در قالب تفکرات آنارشیسم، لیبرتارین، سوسیالیسم و مسائل زیست‌محیطی بیان کرده است. او نویسنده کتاب‌های بسیاری در زمینه‌های سیاست، فلسفه، تاریخ، امور مدنی و محیط زیست است. در این میان مهم‌ترین کتاب‌هایش محیط زیست مصنوعی ما (۱۹۶۲) ، آنارشیسم بسیار نادر (۱۹۷۱) و اکولوژی آزادی (۱۹۸۲) هستند. در اواخر دههٔ ۱۹۹۰ میلادی او سرخورده از شیوهٔ زندگی آنارشیست‌های معاصرش، گفت دیگر خود را یک آنارشیست نمی‌داند و یک ایدئولوژی سوسیال-لیبرتارین به نام «کمونالیسم» را به وجود آورد.
بوکچین یک فرد ضدسرمایه‌داری شناخته شده بود و از تمرکز زدایی در جامعه حمایت می‌کرد و همراه با آن، به مسائل زیست‌محیطی و روش‌های دموکراتیک اهمیت می‌داد. ایده‌های او جنبش‌های اجتماعی مختلفی را از دهه ۱۹۶۰ تحت تأثیر قرار داده است؛ از جمله جنبش چپ‌گرایانهٔ ضد هسته‌ای، جنبش ضد جهانی‌شدن، جنبش اشغال وال استریت و اخیراً کنفدرالیسم دموکراتیک در روژاوا و حزب کارگران کردستان. او یکی از چهره‌های اصلی در جنبش سبز آمریکا و سبزهای برلینگتون بود.

## زندگی
بوکچین فرزند ناتان و رز بوکچین، از مهاجران روس در ایالات متحده، بود. پدرش در روسیه یک کشاورز بود که پس از ورود به ایالات متحده به یک کلاهبردار تبدیل شد. مادرش عضو یک اتحادیه صنعتی رادیکال بود. بوکچین در سن ۹ سالگی به جنبش جوانان کمونیست پیوست و نه سال در این جرگه حضور داشت و تا سال ۱۹۳۴ یا ۱۹۳۵ به عنوان مدیر آموزش شعبه محلی خود فعالیت می‌کرد. او هنگامی که آنارشیسم تروتسکیستی در دوران چرخش حزب کمونیسم به سمت اقتدارگرایی، استالینیسم و پیمان استالین و هیتلر در سال ۱۹۳۹، از حزب خارج شد. پس از فارغ‌التحصیلی از دبیرستان، بوکچین به عنوان ریخته‌گر مشغول شد و در سازماندهی کارگران صنعتی در نیوجرسی همچنان فعالیت می‌کرد.
بوکچین در سال ۱۹۴۴ به اتحادیه کارگران اتومبیل (UAW) پیوست و در کارخانه ماشین‌سازی در کارخانه جنرال موتورز (GM) در منهتن کار کرد. بوکچین در سال ۱۹۴۶ در حالی که نیروهای مسلح پس از جنگ جهانی دوم در حال خلع سلاح بودند، به ارتش ایالات متحده فراخوانده شد. او در استخر موتور و تانک‌های فورت ناکس در شمال کنتاکی خدمت کرد. پس از پایان خدمت در سال ۱۹۴۷، بوکچین به کار خود در جنرال موتورز بازگشت و به فعالیت‌هایش در سازماندهی کارگری ادامه داد. او به عنوان عضوی از اتحادیه کارگران اتومبیل، به سازماندهی و شرکت در اعتصاب‌های جنرال موتورز در سال ۱۹۴۶ کمک کرد و این‌گونه موفق شدند امتیازاتی شامل مزایای بازنشستگی و بیمه درمانی را برای کارگران کسب کنند. بوکچین فکر می‌کرد این فعالیت‌ها می‌تواند آغاز و جرقهٔ یک انقلاب کارگری باشد، اما وقتی صاحبان کارخانه توانستند اتحادیه و کارگران را بخرند، او سرخورده شد و در ۱۹۵۰ کارخانه را ترک کرد. او به این نتیجه رسید که مارکسیسم که وعدهٔ مبارزهٔ طبقاتی کارگران را می‌دهد، در عمل قابل اجرا نیست و از این ایده فاصله گرفت.
پس از آن با نام‌های مستعار در روزنامه‌های چپ‌گرای مخالف شوروی مقاله‌هایی منتشر کرد و در ۱۹۵۵ یکی از نخستین افرادی بود که در مقاله‌ای استفاده از مواد نگهدارنده و آفت‌کش‌ها را مورد توجه قرار داد و پس از آن کتابی به نام محیط مصنوعی ما (۱۹۶۲) نوشت که رابطه این عوامل و پرتو ایکس با بیماری‌ها را بررسی می‌کرد و در سال ۱۹۶۴ مقاله‌ای به نام «اکولوژی و اندیشه انقلابی» نوشت که سرآغاز ایدهٔ بعدی او یعنی بوم‌شناسی اجتماعی (یا سوسیال اکولوژی) شد. بوکچین ایده‌هایش را از طریق سیستم آموزشی ترویج می‌کرد. در اواخر دهه ۱۹۶۰ در دانشگاه آلترناتیو نیویورک تدریس می‌کرد. در سال ۱۹۷۴ او یکی از بنیانگذاران مؤسسه بوم‌شناسی اجتماعی در پلینفیلد، ورمونت شد و مدیریت آن را برعهده گرفت. در همان سال، او به تدریس نظریه اجتماعیش در کالج راماپو در مأوا، نیوجرسی مشغول شد. او به ترتیب تا سال ۲۰۰۴ و ۱۹۸۳ در هر دو این مؤسسه‌ها تدریس می‌کرد. وی در زمان حیات خود ۲۷ کتاب منتشر کرد.

## عقاید
بوکچین به رغم سابقهٔ استالینیستی خود از دههٔ ۱۹۴۰ به سوی تروتسکیسم کشیده شد و به منتقد سرسخت استالینیسم بدل شد. بوکچین پس از جنگ جهانی دوم که بسیاری از تفکرات انقلابی چپ فروکش کرد و بسیاری از فعالان چپ به سمت فعالیت‌های آکادمیک و ژورنالیستی روآوردند، روحیهٔ انقلابی خود را حفظ کرد. او توصیه تروتسکی، که گفته بود اگر پایان جنگ جهانی دوم با انقلاب کارگری در اروپا و آمریکا پایان نیابد، لازم است در دکترین مارکسیسم تجدیدنظر صورت گیرد، را پی گرفت. او و نزدیکانش در دههٔ ۱۹۵۰ طی نشست‌هایی هفتگی درصدد بازسازی پروژهٔ انقلاب در شرایط جدید برآمدند. او به این نتیجه رسید که پرولتاریا (طبقه کارگر) نمی‌تواند آن عاملی باشد که سرمایه‌داری را از میان بردارد و بنابراین باید عاملی دیگر وجود داشته باشد تا فروپاشی نظام سرمایه‌داری را به‌دست خود ممکن کند و نهایتاً این عامل را تعارض نظام سرمایه‌داری با محیط‌زیست تشخیص داد؛ این‌که این نظام هم طبیعت را نابود می‌کند هم سلامت انسان را. در این نظام با ایجاد کلان‌شهرهایی بریده از طبیعت، تولید و مصرف بی‌رویهٔ کالاهایی بی‌خاصیت که فشاری بیش از حد بر طبیعت می‌آورند، و فشاری که بر مردم می‌آید برای زندگی در این کلان‌شهرها و تطابق با این نظام مصرفی طبیعت و روح و جسم انسانی را نابود می‌شود؛ بنابراین گفت بحران سرمایه‌داری ناشی از استثمار طبقه کارگر نیست بلکه از انسانیت‌زدایی از مردم و تخریب طبیعت ناشی می‌شود. بوکچین بر همین اساس از دههٔ ۱۹۵۰ تا زمان مرگش در ۲۰۰۶ کوشید مبانی جامعهٔ اکولوژیک دموکراتیک و «اکوتوپیا» را پی بریزد.
فرض اصلی اکولوژی اجتماعی این است که تقریباً همهٔ مشکلات اکولوژیک جهان ریشه در مشکلات اجتماعی دارند و مشکلات اجتماعی خود ریشه در ساختارها و روابط سلسله‌مراتبی و سلطه‌جو دارند. مطابق دیدگاه اکولوژی اجتماعی، به غیر از برخی بلایای طبیعی، علت اصلی بروز بیشتر بحران‌ها در قرن‌های بیستم و بیست و یکم را باید در اقتصاد، اخلاق، فرهنگ، تنش‌های بین دو جنس و سایر پدیده‌های اجتماعی جستجو کرد و بدون مقابله با مشکلات جامعه، نمی‌توان چالش‌های اکولوژیک موجود را درک یا حل کرد.
در ماه مه ۲۰۱۶، اولین «جلسات بین المللی بوم‌شناسی اجتماعی» در لیون، فرانسه برگزار شد، که صدها محیط بان رادیکال و آزادی خواهان را گرد هم آورد، که بیشتر آنها از سوئیس، فرانسه، بلژیک و اسپانیا و همچنین از ایالات متحده، کانادا و گواتمالا آمده بودند.
در این جلسات «شهرداری‌گرایی» به‌عنوان جایگزینی برای دولت ملی در محور بحث‌ها قرار داشت.

## برای مطالعهٔ بیشتر
- Biehl, Janet, Ecology or Catastrophe: The Life of Murray Bookchin (2015).
- Biehl, Janet, The Murray Bookchin Reader (Cassell, 1997) شابک ‎۰−۳۰۴−۳۳۸۷۴−۵.
- Biehl, Janet, "Mumford Gutkind Bookchin: The Emergence of Eco-Decentralism" (New Compass, 2011) شابک ‎۹۷۸−۸۲−۹۳۰۶۴−۱۰−۷
- Marshall, P. (1992), "Murray Bookchin and the Ecology of Freedom", p. 602-622 in, Demanding the Impossible. Fontana Press. شابک ‎۰−۰۰−۶۸۶۲۴۵−۴.
- Selva Varengo, La rivoluzione ecologica. Il pensiero libertario di Murray Bookchin (2007) Milano: Zero in condotta. شابک ‎۹۷۸−۸۸−۹۵۹۵۰−۰۰−۶.
- E. Castano, Ecologia e potere. Un saggio su Murray Bookchin, Mimesis, Milano 2011 شابک ‎۹۷۸−۸۸−۵۷۵−۰۵۰۱−۵.
- Damian F. White 'Bookchin – A Critical Appraisal'. Pluto Press (UK/Europe), University of Michigan Press. شابک ‎۹۷۸−۰−۷۴۵۳−۱۹۶۵−۰ (HBK); 9780745319643 (pbk).
- Andrew Light, ed. , Social Ecology after Bookchin (Guilfor, 1998) شابک ‎۱−۵۷۲۳۰−۳۷۹−۴.
- Chuck Morse, "Being a Bookchinite". Perspectives on Anarchist Theory, spring 2008
- Neither Washington Nor Stowe: Common Sense For The Working Vermonter, by David Van Deusen, Sean West, and the آنارشیسم در ایالات متحده آمریکا (NEFAC-VT), Catamount Tavern Press, 2004. This libertarian socialist manifesto took many of Bookchin's ideas and articulated them as they would manifest in a revolutionary Vermont.